# Volcas
Os volcas (em latim: Volcae, AFI: [ˈwɔlkaj]) formavam uma confederação tribal formada antes do saque cometido por um conjunto de gauleses que invadiu a Macedônia na década de 270 a.C., derrotando ali um exército combinado de gregos na Batalha das Termópilas de 279 a.C.. Embora a visão atual destas configurações tribais célticas tenha que ser reconstruído a partir das menções feitas a elas nas fontes antigas gregas e latinas, uma vez que a arqueologia não consegue determinar as identidades tribais apenas através da cultura material das diferentes tribos celtas pertencentes à cultura La Tène que foram chamadas de Volcae e que podem ser encontradas simultaneamente no sul da França, na Morávia, no vale do rio Ebro e na Galácia, na Ásia Menor.
Impulsionados por grupos altamente móveis que operavam fora do sistema tribal, e abrangendo uma gama diversificada de elementos, os volcas eram um dos grupos étnicos recém-formados durante a expansão militar celta do início do século III a.C. Reunindo-se após a célebre expedição militar aos Bálcãs, de maneira ostensiva - do ponto de vista helênico - para saquear Delfos, um ramo dos volcas se separou do grupo principal à medida que avançava para o interior da península, e se uniu a outras duas tribos, os tolistóbogos e os trocmos, para se estabelecer na região central da Ásia Menor, onde constituíram uma nova identidade gaulesa, passando a serem conhecidos como gálatas. Os gauleses tinham 17 líderes, os mais importantes sendo Leonorio e Lutúrio; eles terminaram se estabelecendo na Galácia, a dividindo em três partes, uma para cada tribo: os trocmos em Ancira, os tolistóbogos em Távia e os tectósagos em Pessino (Estrabão, porém, coloca os tectósagos em Ancira).
Os tectósagos ou tectósages foram uma ramificação dos volcas  que se deslocou pela Macedônia até a Ásia Menor por volta de 270 a.C. Segundo Estrabão, os tectósagos eram originários da região da cidade de Tolosa, atual Toulouse, na França.
Durante a invasão gaulesa da Grécia, quando os gauleses atacaram Bizâncio, Nicomedes I da Bitínia fez um acordo com eles, para que eles cruzassem para a Ásia; eles haviam tentado cruzar várias vezes antes, sendo impedidos pelos bizantinos. Pelo acordo, eles apoiariam Nicomedes e seus filhos, sendo aliados de seus aliados, e inimigos de seus inimigos.